# Frithiof Mårtensson
Folke Frithiof Martens Mårtensson (Eslöv, 19 maggio 1884 – Stoccolma, 20 giugno 1956) è stato un lottatore svedese, specializzato nella lotta greco-romana, vincitore della medaglia d'oro ai Giochi olimpici estivi di Londra 1908 nei pesi medi. Si laureò campione agli europei non ufficiali di Malmö 1909.

## Palmarès
- Giochi olimpici

Londra 1908: oro nei pesi medi;
- Europei (non ufficiali)

Malmö 1909: oro nei 75 kg;